# Betousa dilecta
Betousa dilecta là một loài bướm đêm trong họ Crambidae. It is found on the Moluccas,